# اسماعیل هشترودی
شیخ اسماعیل هشترودی از سیاستمداران ایرانی بود، که در دوره دوم بعنوان نماینده تبریز در مجلس شورای ملی حضور داشت.